# Jean Pierre Lefebvre (acteur québécois)
Pour les articles homonymes, voir Lefebvre et Jean-Pierre Lefebvre (germaniste).
 (janvier 2023).
Si vous disposez d'ouvrages ou d'articles de référence ou si vous connaissez des sites web de qualité traitant du thème abordé ici, merci de compléter l'article en donnant les références utiles à sa vérifiabilité et en les liant à la section « Notes et références ».
Jean Pierre Lefebvre est un réalisateur, scénariste, acteur, monteur, producteur québécois né le 17 août 1941 à Montréal (Canada).

## Biographie
Jean Pierre Lefebvre nait à Montréal le 17 août 1941. Après des études en lettres, il se rend en Europe. De retour à Montréal, il pratique la critique cinématographique dans les revues Séquences et Objectif. Son premier film, un court métrage de 24 minutes intitulé L'Homoman, sort en 1964. L'année suivante, Lefebvre passe au long métrage avec la comédie satirique Le Révolutionnaire, un film tourné en six jours et dont il est réalisateur, scénariste et producteur. 
L'année suivante, Lefebvre présente la comédie dramatique Il ne faut pas mourir pour ça, mettant en vedette Marcel Sabourin, également coscénariste du film, dans le rôle d'un doux excentrique nommé Abel. Présenté au Festival d’Hyères en France, le film y reçoit le prix du meilleur film étranger. On retrouvera Abel dans deux œuvres subséquentes de Lefebvre : Le Vieux Pays où Rimbaud est mort en 1977 et Aujourd'hui ou jamais en 1998.
Jusqu'au milieu des années 1980, Lefebvre est assez prolifique, tournant rapidement et avec des budgets le plus souvent modestes. Ses films oscillent entre le brûlot contestataire et des œuvres plus intimistes. Dans le premier cas, on retrouve des longs métrages comme Q-bec my love, satire du cinéma érotique, Mon œil, regard critique sur la télévision québécoise, ou les maudits sauvages, vision iconoclaste de l'histoire du Québec. Du côté films intimistes, on compte la Chambre blanche, Les Dernières Fiançailles, qui décrit les derniers moment de la vie d'un vieux couple, ou Les Fleurs sauvages, une chronique familiale.
En 1969, Lefebvre voit son film Jusqu'au cœur être invité à la première Quinzaine des réalisateurs du Festival de Cannes. Entre 1969 et 1984, onze de ses longs métrages sont sélectionnés dans l’une ou l’autre des sections du Festival. En 1977, son film Le Vieux Pays où Rimbaud est mort est présenté en compétition officielle et 1982 Les fleurs sauvages, projeté dans le cadre de la Quinzaine des réalisateurs, remporte le prix de la Critique internationale.

## Filmographie

### Réalisateur
- 1965 : Le Révolutionnaire

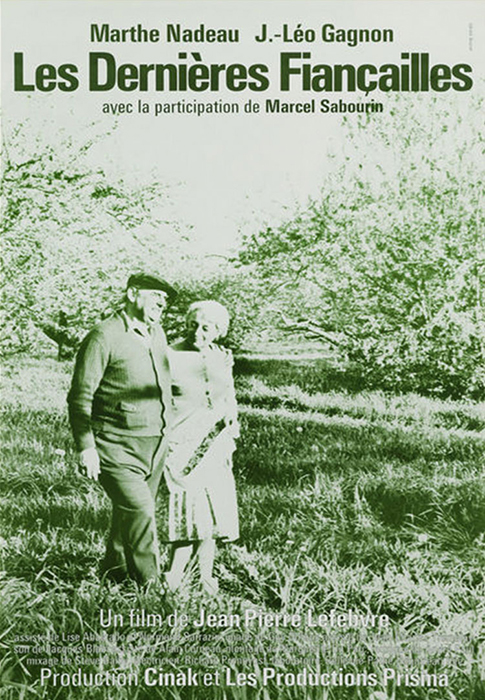
Affiche du film Les Dernières Fiançailles

- 1966 : Il ne faut pas mourir pour ça
- 1966 : Patricia et Jean-Baptiste
- 1968 : Jusqu'au cœur
- 1969 : Mon amie Pierrette[1]
- 1969 : La Chambre blanche
- 1969 : Q-Bec My Love
- 1971 : Mon œil
- 1971 : Les Maudits Sauvages
- 1973 : Les Dernières Fiançailles
- 1973 : On n'engraisse pas les cochons à l'eau claire
- 1973 : Ultimatum
- 1975 : L'Amour blessé (Confidences de la nuit)
- 1976 : Le Gars des vues
- 1977 : Le Vieux Pays où Rimbaud est mort
- 1980 : Avoir 16 ans
- 1982 : Les Fleurs sauvages
- 1983 : Au rythme de mon cœur
- 1984 : Le Jour S...
- 1987 : Alfred Laliberté : Sculpteur
- 1988 : La Boîte à soleil
- 1991 : Le Fabuleux Voyage de l'ange
- 1994 : L'Âge des images I: Le pornolithique (vidéo)
- 1994 : L'Âge des images II: L'écran invisible (vidéo)
- 1994 : L'Âge des images III: Comment filmer Dieu (vidéo)
- 1995 : La Passion de l'innocence (vidéo)
- 1995 : L'Âge des images IV: Mon chien n'est pas mort (vidéo)
- 1998 : Aujourd'hui ou jamais
- 2000 : See You in Toronto
- 2002 : Le Manuscrit érotique (TV)
- 2004 : Mon ami Michel
- 2010 : La Route des cieux

### Scénariste
- 1965 : Le Révolutionnaire
- 1967 : Il ne faut pas mourir pour ça
- 1968 : Patricia et Jean-Baptiste
- 1969 : Jusqu'au cœur
- 1969 : Mon amie Pierrette
- 1969 : La Chambre blanche
- 1970 : Un succès commercial
- 1971 : Mon œil
- 1971 : Les Maudits Sauvages
- 1973 : Les Dernières Fiançailles
- 1973 : On n'engraisse pas les cochons à l'eau claire
- 1973 : Ultimatum
- 1975 : Confidences de la nuit (L'Amour blessé)
- 1977 : Le Vieux Pays où Rimbaud est mort
- 1980 : Avoir 16 ans
- 1982 : Les Fleurs sauvages
- 1984 : Le Jour S...
- 1987 : Alfred Laliberté: Sculpteur
- 1988 : La Boîte à soleil
- 1989 : The Traveller
- 1991 : Le Fabuleux Voyage de l'ange
- 1995 : La Passion de l'innocence (vidéo)
- 1998 : Aujourd'hui ou jamais
- 2000 : See You in Toronto
- 2002 : Le Manuscrit érotique (TV)
- 2010 : La route des cieux

### Acteur
- 1968 : Patricia et Jean-Baptiste : Jean-Baptiste
- 1973 : Réjeanne Padovani : Jean-Pierre Caron
- 1975 : L'Île jaune : Le journaliste
- 1986 : Cinématon #814 : lui-même
- 1997 : City of Dark : Henry
- 2002 : Le Manuscrit érotique (TV)
- 2003 : Children of the Setting Suns : Albert Blanchard
- 2009 : Les Signes vitaux de Sophie Deraspe : Me Bélanger
- 2011 : Pour l'amour de Dieu de Micheline Lanctôt : l'évêque

### Monteur
- 1983 : Au rythme de mon cœur
- 1994 : L'Âge des images I: Le pornolithique (vidéo)
- 1994 : L'Âge des images II: L'écran invisible (vidéo)
- 1994 : L'Âge des images III: Comment filmer Dieu (vidéo)
- 1995 : L'Âge des images IV: Mon chien n'est pas mort (vidéo)

### Producteur
- 1969 : Ti-cœur
- 1970 : Entre tu et vous
- 1971 : Jean François Xavier de...
- 1971 : Mon enfance à Montréal

### Directeur de la photographie
- 1983 : Au rythme de mon cœur
- 1994 : L'Âge des images I: Le pornolithique (vidéo)
- 1994 : L'Âge des images III: Comment filmer Dieu (vidéo)
- 1995 : L'Âge des images IV: Mon chien n'est pas mort (vidéo)

### Compositeur
- 1984 : Le Jour S...
- 1988 : La Boîte à soleil

## Récompenses et Nominations

### Récompenses
- 1995 : Prix Albert-Tessier